# Betula nigra
Bouleau noir
Pour les articles homonymes, voir Bouleau noir (homonymie).
Espèce
Classification phylogénétique
Statut de conservation UICN

 LC  : Préoccupation mineure
Le Betula nigra (Bouleau noir) est une espèce de bouleau; il est commun dans les plaines alluviales et les marais de l'est des États-Unis, du New Hampshire au Minnesota, de la Floride à l'est du Texas.

## Description
Il mesure jusqu'à 25 m et possède souvent plusieurs troncs.